# Márcio Stambowsky
Márcio "Macarrão" Stambowsky (22 de febrero de 1959) es un artista marcial brasileño. Un cinturón rojo y blanco de octavo grado en Gracie Jiu-Jitsu, es el más alto maestro de Jiu-jitsu brasileño en el Noreste de los Estados Unidos y uno de los "Famosos Cinco" que han sido promovidos al cinturón negro por Rolls Gracie. Stambowsky, que fue uno de los mejores competidores brasileños en la década de 1980, es también el padre del profesional Bellator MMA luchador Neiman Gracie Stambowsky.

## Contribuciones técnicas
Durante los años formativos del Jiu-Jitsu brasileño, Stambowsky se destacó por haber revolucionado la guardia cerrada, los triángulos y las tácticas de leglock. Fue nombrado por el salón de fama de MMA Rickson Gracie como uno de los competidores brasileños originales para popularizar el concepto del ahora icónico triángulo estrangulador.  Aclamado como un influyente mentor y entrenador, ha sido acreditado por el campeón del mundo Renzo Gracie por practicar "uno de los más bellos jiu jitsu [estilos] jamás vistos".

## Logros deportivos
En 1980, Stambowsky fue seleccionado para unirse a un grupo de grandes luchadores que el gobierno brasileño planeaba enviar a los Juegos Olímpicos de Moscú y los Juegos Panamericanos en los Estados Unidos. Stambowsky ganó dos medallas de oro en competiciones de campeonato nacional en 1981 y 1985 y una medalla de bronce en un campeonato mundial, representando a Brasil entre 37 países en los Juegos Maccabiah de 1985 en Israel.

## Vida personal
Manteniendo los lazos cercanos con los Gracies, Stambowsky casó eventual a Carla Gracie, hija de Robson Gracie. Además de su hijo Neiman, él tiene una hija, Deborah Gracie Stambowsky, que junto con Kyra Gracie es una de solamente dos mujeres en la familia de Gracie para haber alcanzado el grado del cinturón negro. Stambowsky mudó a su familia de Brasil a los Estados Unidos en 2007. Es el fundador de Gracie Sports USA y el equipo Macarra BJJ, con sede en Norwalk, Connecticut.